# کالر راش
کالر راش (کره‌ای: 컬러 러쉬؛ انگلیسی: Color Rush) یک مجموعه تلویزیونی محصول کره جنوبی با بازی یو جون و هو هیون جون است. این مجموعه بر پایه رمان بی‌ال با همین نام است. کالر راش در کره جنوبی از سیزت، ویو، ناور سریز آن و در خارج از کره جنوبی از ویوی و ویو از ۳۰ دسامبر ۲۰۲۰ تا ۲۱ ژانویه ۲۰۲۱ پخش شد. در ۲۸ اکتبر ۲۰۲۱، ساخت فصل دوم آن تأیید شد.

## بازیگران
- هو هیون جون در نقش گو یو هان
- یو جون در نقش چوی یون وو
- هیوک در نقش کیم سه هیون
- یون مین جی در نقش یو یی رانگ